# علي رضا خاقصاص
علي رضا خاقصاص (بالتركية: Ali Rıza Hakses)‏‏ (1 يناير 1892 في قيصرية - 5 نوفمبر 1983 في إسطنبول) هو عالمٌ مسلمٌ تُركي. تولى رئاسة منظمة الشؤون الدينية التركية في الفترة ما بين 25 أكتوبر 1966 حتى 15 يناير 1968، خلفًا لإبراهيم بدر الدين الألمالي، وتولى بعده لطفي دوغان.